# Bandiera di Abag
La bandiera di Abag (阿巴嘎旗S, Ābāgā QíP) è una bandiera della Cina, situata nella regione autonoma della Mongolia Interna e amministrata dalla lega di Xilin Gol.